# Centrale thermique de Tripilska
La centrale thermique de Tripilska est une centrale thermique dans l'Oblast de Kyïv en Ukraine.
La centrale est détruite le 11 avril 2024 par des bombardements russes au cours de la guerre russo-ukrainienne.

## Localisation
Elle se situe à Trypillia (uk) du raïon d'Oboukhiv.

## Historique
Elle a ouvert en 1969.
Le 11 avril 2024, la station a pris feu à la suite d'un bombardement massif russe avec des missiles Shahed et Kh-69,,. Par la suite, Centrenergo a officiellement annoncé la destruction complète de la centrale thermique (uk).

## Installations

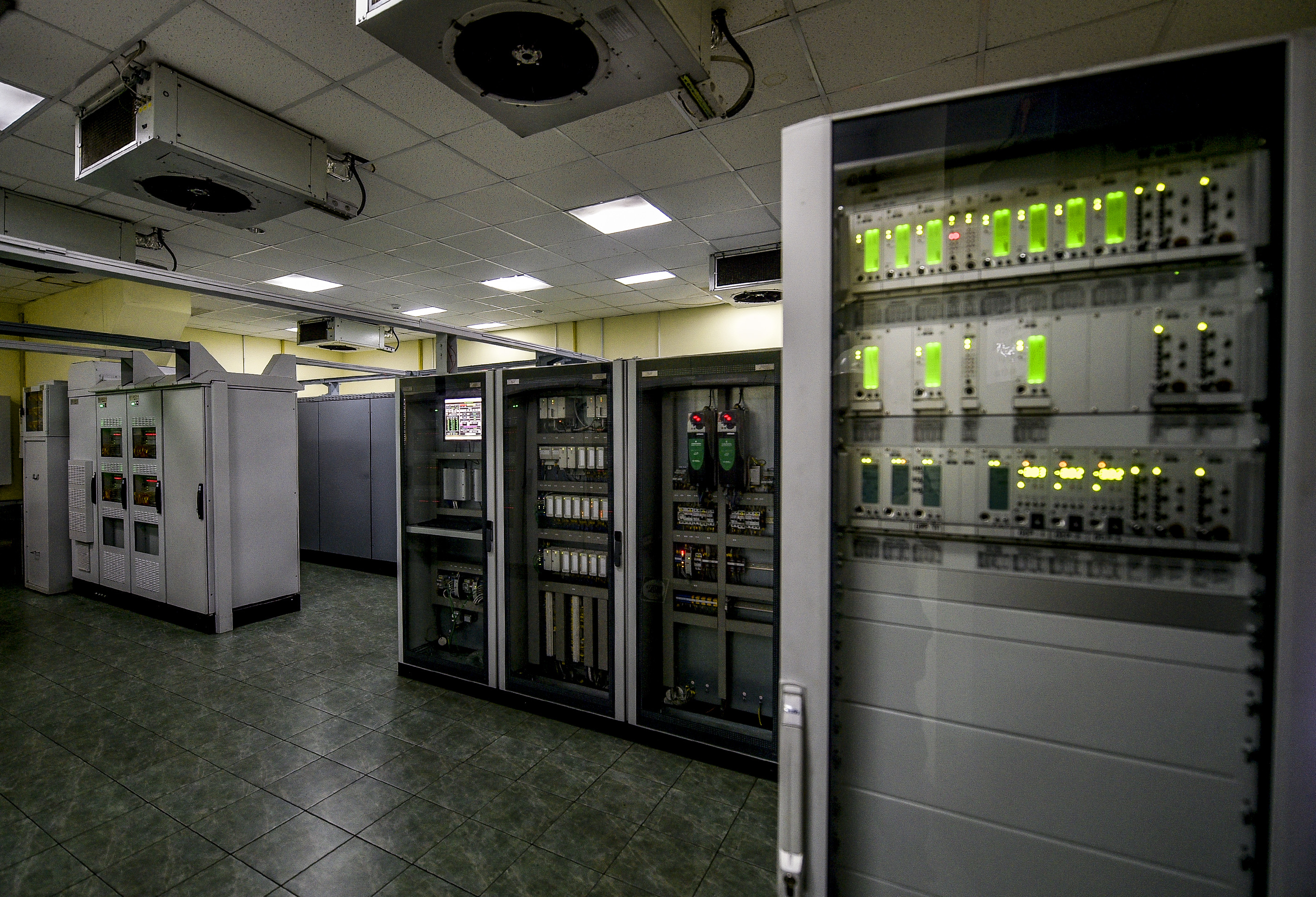
Intérieur de la centrale

Les installations fonctionnent principalement avec du charbon venant du Donbas par voie fluviale, elles sont aussi reliées à un gazoduc. Elles utilisent l'eau du réservoir de Kaniv et fournissent la région de Kiev et Zaporijjia.

## Destruction lors d'un bombardement
Le 11 avril 2024, la centrale est détruite par un bombardement russe dans le cadre de la stratégie russe d'attaque contre les infrastructures énergétiques ukrainiennes.

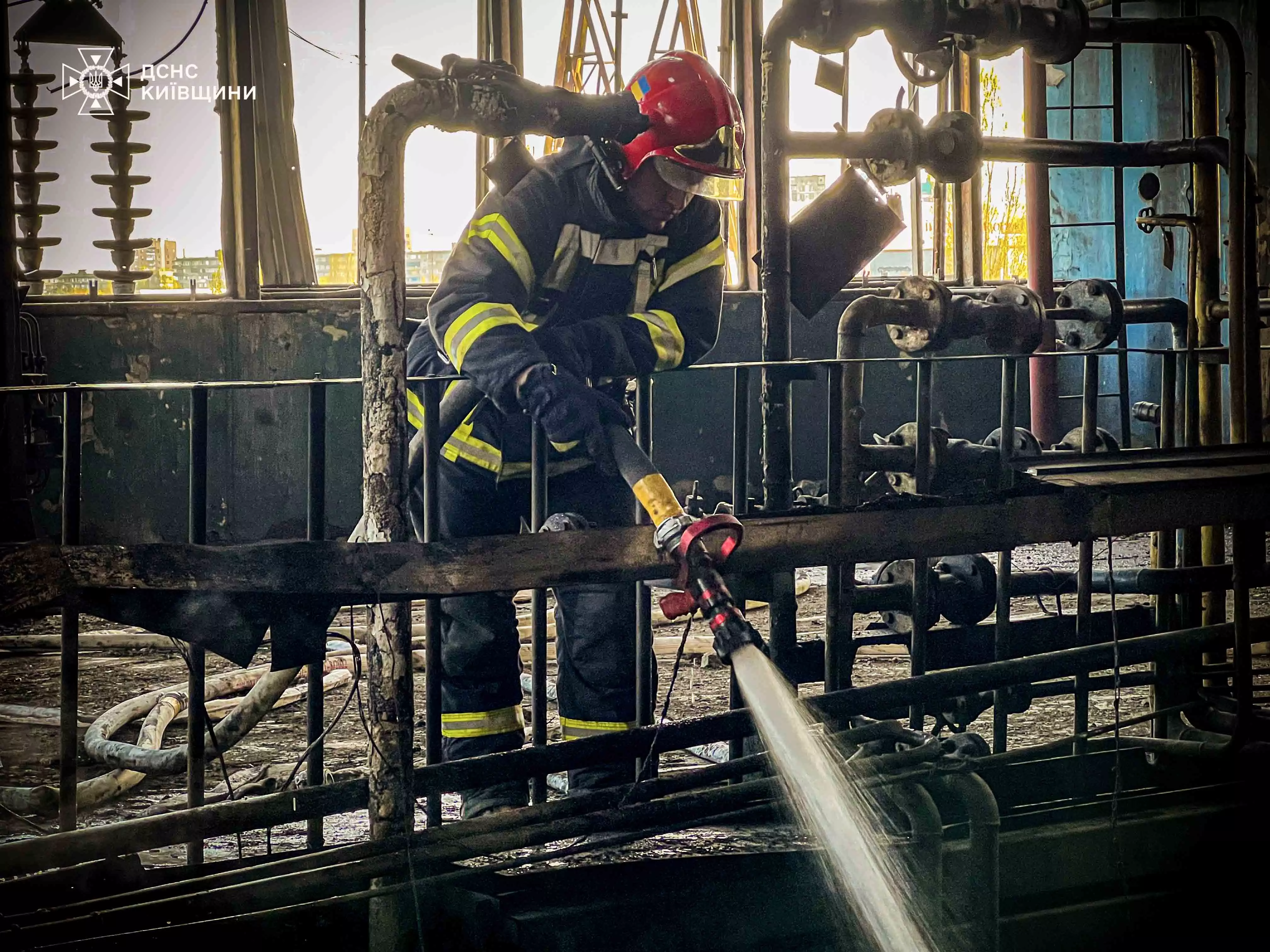
Les pompiers
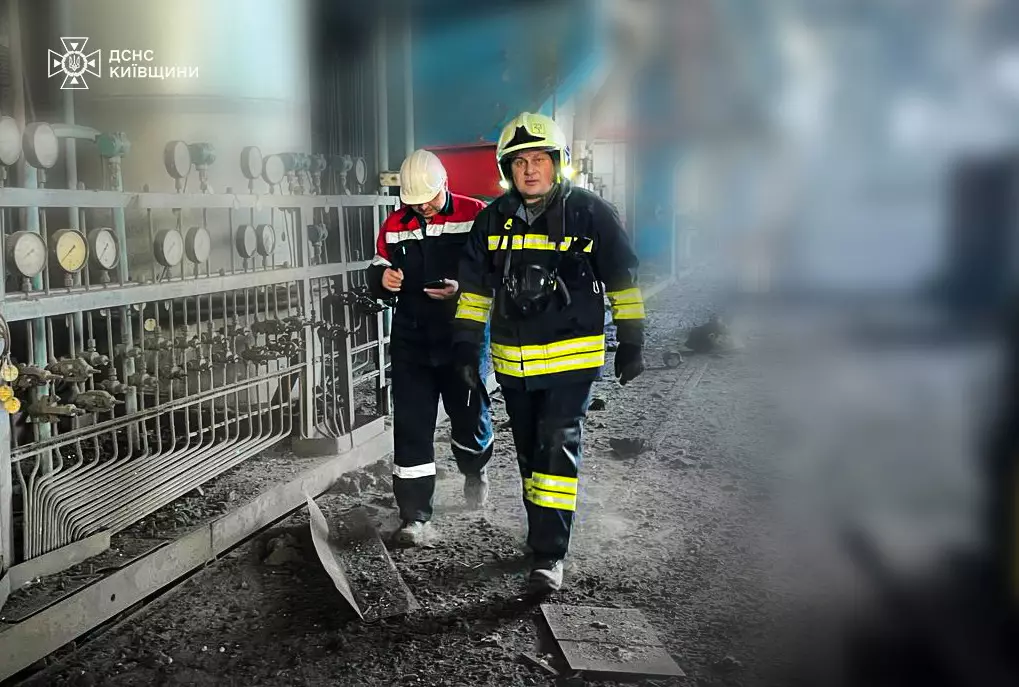
intervenant sur l'incendie.